# Tweez
Albums de Slint
Spiderland
(1991)
Tweez est le premier album du groupe américain de rock indépendant Slint. Sorti à l'origine sur le petit label indépendant Jennifer Hartman Records en 1989, l'album a été réédité la même année par Touch and Go Records.
Tous les titres des chansons viennent des prénoms des parents des membres du groupe, à l'exception de Rhoda, nommée d'après le chien de Britt Walford.
La pochette de l'album est un photo d'une Saab 900 dans laquelle se trouve Bonnie Prince Billy, cliché pris par le père de celui-ci.

## Pistes
1. Ron – 1:55
2. Nan Ding – 1:47
3. Carol – 3:40
4. Kent – 5:48
5. Charlotte – 4:29
6. Darlene – 3:05
7. Warren – 2:32
8. Pat – 3:35
9. Rhoda – 2:56

## Personnel
- David Pajo : Guitare
- Brian McMahan : Guitare, chant
- Britt Walford : Batterie
- Ethan Buckler : Guitare basse
- Steve Albini (crédité sous le nom de « Some Fuckin' Derd Niffer ») : Ingénieur du son